# Sinfonía n.º 5 (Piston)
La Sinfonía No. 5 de Walter Piston fue compuesta en 1954. 

## Historia
La Quinta Sinfonía de Piston fue encargada por la Escuela Juilliard para su 50° aniversario. Fue finalizada en 1954, sin embargo solo fue estrenada el 24 de febrero de 1956 por la Orquesta Juilliard, dirigida por Jean Morel. El programa también incluyó el estreno de los trabajos de Peter Mennin, Lukas Foss, Milton Babbitt, Irving Fine, Ross Lee Finney y William Schuman (Pollack 1982, 117).

## Análisis
Está compuesta de 3 movimientos:
- Lento—Allegro con spirito
- Adagio
- Allegro lieto

Una ejecución típica durará alrededor de 21 minutos.[cita requerida]